# Golfo dei Balenieri
Il golfo dei Balenieri è un golfo dell'oceano Indiano situato lungo la costa nordoccidentale della Grande Terre dell'arcipelago delle Isole Kerguelen, nelle Terre australi e antartiche francesi. Compreso tra il litorale meridionale e orientale della penisola Joffre e le coste nordorientali della penisola Courbet, ospita molte isole, delle quali la principale è l'isola del Porto. 